# Wellington (Alabama)
Wellington önkormányzat nélküli település az USA Alabama államában, Calhoun megyében. 